# Silas Carson

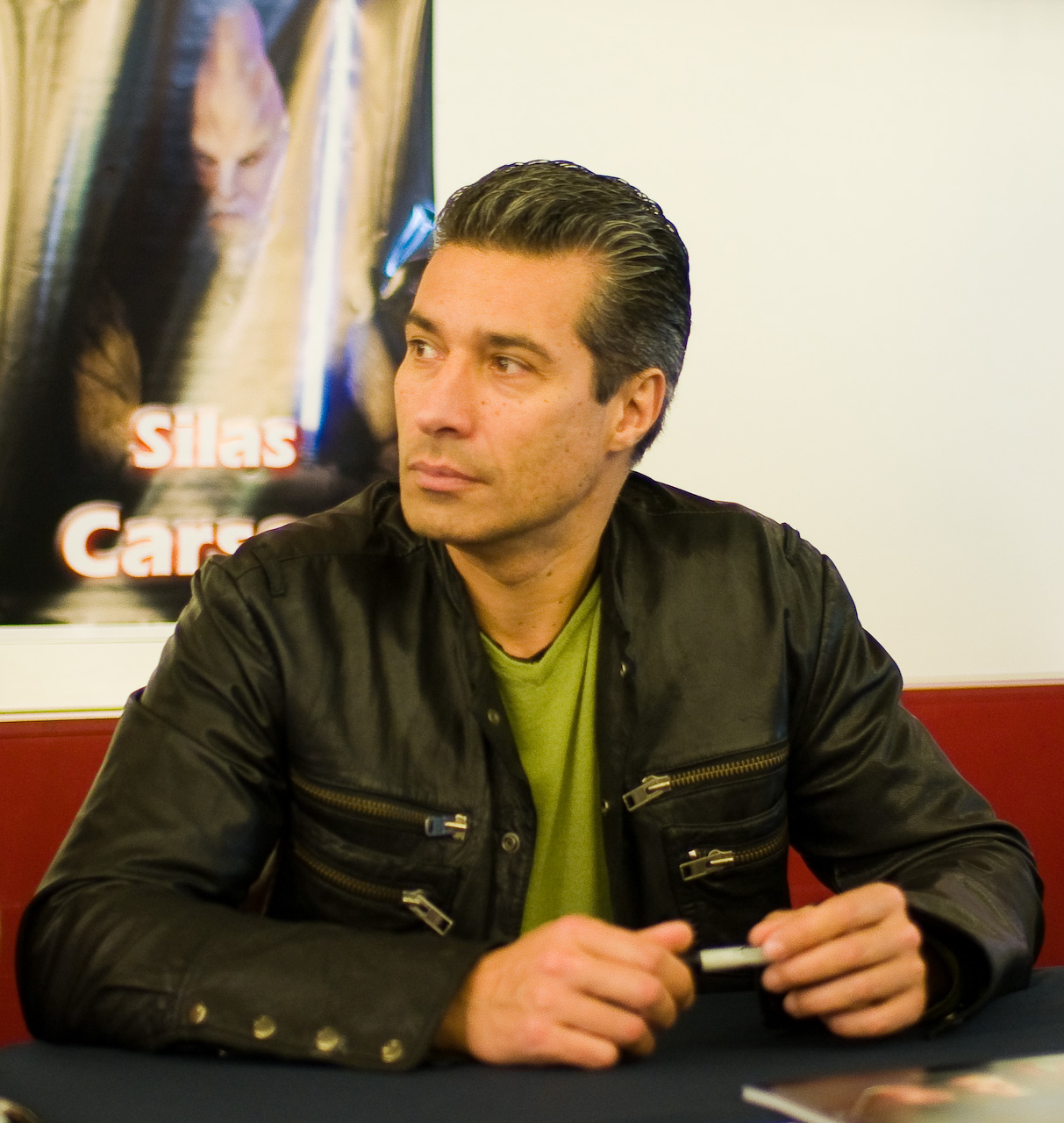
Silas Carson (2008)

Silas Carson (* 1965 in England, Großbritannien) ist ein britischer Schauspieler.
Bekannt wurde er vor allem durch seine Rollen in der Star Wars Prequel-Trilogie. Außerdem war er bis November 2010 in der britischen Sendung How Not to Live Your Life – Volle Peilung zu sehen.

## Filmografie (Auswahl)
- 1993: Horse Opera (Fernsehfilm)
- 1997: Saving Grace (Kurzfilm)
- 1997: Supply & Demand (Fernsehfilm)
- 1997: Ballfieber (Fever Pitch)
- 1998: Die Bibel – Jeremia (Jeremiah, Fernsehfilm)
- 1999: Star Wars: Episode I – Die dunkle Bedrohung (Star Wars: Episode I – The Phantom Menace)
- 2000: Innocents (Fernsehfilm)
- 2002: Star Wars: Episode II – Angriff der Klonkrieger (Star Wars: Episode II – Attack of the Clones)
- 2002: Projekt Machtwechsel (The Project, Fernsehfilm)
- 2004: Hidalgo – 3000 Meilen zum Ruhm (Hidalgo)
- 2004: The Predator (Kurzfilm)
- 2004: Lie with Me (Fernsehfilm)
- 2005: Star Wars: Episode III – Die Rache der Sith (Star Wars: Episode III – Revenge of the Sith)
- 2005: Chromophobia
- 2006: Hustle – Unehrlich währt am längsten (Hustle, Fernsehserie, Episode 3x04)
- 2006: Die Zehn Gebote (The Ten Commandments, Miniserie)
- 2007: Flawless
- 2010: Pimp
- 2012: Cleanskin – Bis zum Anschlag (Cleanskin)
- 2013: No Turning Back (Locke, Sprechrolle)
- 2014: Dying of the Light – Jede Minute zählt (Dying of the Light)
- 2015: Tut – Der größte Pharao aller Zeiten (Tut, Miniserie)
- 2015: Im Himmel trägt man hohe Schuhe (Miss You Already)
- 2015: Indischer Sommer (Indian Summers, Fernsehserie, 1 Folge)
- 2015: Inspector Banks (DCI Banks, Fernsehserie, 2 Folgen)
- 2015: Ein plötzlicher Todesfall (The Casual Vacancy, Fernsehdreiteiler)
- 2016: New Blood – Tod in London (New Blood, Fernsehserie, 1 Folge)
- 2016: EastEnders (Fernsehserie, 6 Folgen)
- 2017: Der seidene Faden (Phantom Thread)
- 2018: Postcards from London
- 2019: Silent Witness (Fernsehserie, 2 Folgen)